# René Urbany
René Urbany (Hautbellain, Troisvierges, 7 de febrer de 1927 – Ciutat de Luxemburg, 10 d'octubre de 1990) fou un periodista i polític luxemburguès, fill del també polític Dominique Urbany. El 1948 va ser nomenat membre del Comitè Central i el 1952, membre del Politburó del Partit Comunista de Luxemburg. Des de 1946 va treballar com a redactor del diari Zeitung vum Lëtzebuerger Vollek, editat pel mateix partit, i des de 1969 també va dirigir l'editorial del partit anomenada Coopérative Ouvrière de Presse et d'Editions. De 1966 a 1979, i novament de 1988 a 1989, va ser regidor de l'Ajuntament de la Ciutat de Luxemburg. De 1975 a 1990 va ser també membre de la Cambra de Diputats de Luxemburg, on va ser el portaveu del Partit Comunista. El 1976 va succeir el seu pare en la presidència del partit, posició que va ocupar fins a la seva mort.

## Obra publicada
- Eine wahrhaft revolutionäre Klasse. A: Probleme des Friedens und des Sozialismus. 1976, H. 11, S. 1451–1467.
- Dem Här an de Frack gegraff. Mit spitzer Feder gegen Obskurantismus, Heuchelei und Unverstand. COPE, Luxemburg 1987.[1]